# Scoglio due Fratelli
Lo scoglio due Fratelli (I du' Frati in siciliano) è costituito da due rocce marine situate a breve distanza nel mar Ionio, in Sicilia, precisamente nella costa nord-orientale della città di Siracusa, e posto di fronte al quartiere Grottasanta.

## Geografia
I due Fratelli si trovano tra i quartieri di Grottasanta e della Mazzarona, nei pressi di una baia chiamata "costa dei piliceddi". La costa nelle vicinanze è tutta molto frastagliata, ad esclusione di una spiaggetta formata dallo sgretolamento delle rocce. La profondità del mare non supera i 10 metri.
Vi sono due scogli principali:
- Lo scoglio grande, alto circa 12 metri, che dista circa 70 metri dalla costa. La parte posteriore dello scoglio è esposta al mare aperto ed è composta da rocce aguzze e buche scavate dalle onde. La parte anteriore invece si affaccia sulla baia a strapiombo sul mare. Il 21 dicembre 2017 a causa del maltempo e di forti mareggiate, parte della struttura rocciosa è crollata modificando per sempre la conformazione dello scoglio[2].
- Lo scoglio piccolo, alto 5 metri, che dista circa 50 metri dalla costa: la sua sagoma è simile a quella di una piccola barca. Dista dallo scoglio grande circa 10 metri. Sulla parte sinistra dello scoglio vi è una piccola piattaforma alta circa 5 metri, a strapiombo sul mare.

### Flora e fauna
La flora è composta prevalentemente dalla macchia mediterranea. Vi sono presenti anche varie specie di piante acquatiche, con una maggioranza occupata dalla posidonia oceanica. La fauna è essenzialmente ittica, composta da varie specie di granchi, frutti di mare, ricci di mare, polpi, stelle marine e pesci di vario tipo tra cui murene e raramente anche razze. Ma qui ha trovato spazio anche l'avifauna, infatti lo scoglio è sempre frequentato e sorvolato da aironi, colombi, gabbiani e da altri volatili.

## Storia

### Leggenda
Il nome deriva da una leggenda metropolitana in cui si pensa che vi siano morti due fratelli.
Ve ne sono due di questa:
- 1: Due fratelli, un giorno andarono a fare caccia subacquea. Uno dei due, immergendosi sott'acqua, rimase incastrato in una fessura, l'altro tentò di salvarlo, morendo sfortunatamente annegato anche lui.
- 2: Due fratelli, un giorno decisero di tuffarsi dallo Scoglio Grande. Era un giorno molto caldo e solare. I due fratelli salirono sullo scoglio, e nel frattempo si scatenò un temporale. Si tuffarono ugualmente, morendo annegati dalle onde del mare in tempesta.

Vi è anche una terza versione, che però non ha nulla a che vedere con la leggenda della morte dei due fratelli: essa paragona semplicemente i due scogli, uno grande e uno piccolo, a due fratelli, il fratello maggiore e il fratello minore.

Nel 1778 Vivant Denon durante il suo viaggio a Siracusa cita i "due fratelli", ciò significa che la leggenda è parecchio antica.
(Dominique Vivant Denon Voyage en Sicile (pag.182))